# ABC Color
ABC Color (estilizado como abc COLOR y más conocido como abc) es un diario paraguayo, propiedad de la Editorial Azeta S.A. del Grupo Azeta. Fue fundado por Aldo Zuccolillo en 1967.

## Historia
ABC Color se inauguró el 8 de agosto de 1967. Fue el primer diario del Paraguay en establecer el color en sus páginas, el formato tabloide y alcanzar una distribución no solo en la capital, sino en todo el territorio nacional.
Aunque inicialmente favorable al gobierno dictatorial, el periódico toma una postura opositora entre finales de los años setenta y principios de los ochenta. Eso le valió a su director, Aldo Zuccolillo, ser enviado a prisión por unos días en 1983, por rebelarse contra el régimen totalitario. Al año siguiente, el 22 de marzo de 1984, el diario fue suspendido indefinidamente por orden del Ministerio del Interior. Meses antes fue desterrado el periodista uruguayo que colaboraba en el diario, José María Orlando.
Tras la suspensión, se impidió a los periodistas fundar o estar presentes en otros medios de comunicación. Zuccolillo fue detenido después nuevamente en varias ocasiones. Finalmente tras la caída de la dictadura, pudo reiniciar sus ediciones el 22 de marzo de 1989, luego de cinco años de clausura.
Desde su reaparición mantiene varios suplementos: Deportivo, Motor °360, El ABC Escolar, Cultural, Económico, Humor, De mujer a mujer (desaparecido), El ABC Estudiantil (desapareció en 2015), Salud familiar (se convirtió en sección de la revista Nosotras en 2019), ABC Rural (ahora como complemento de la edición de los miércoles), Casa y Jardín (se convirtió en sección de la revista Nosotras en 2019), Weekend (desapareció en 2020), Mundo Digital (desapareció en 2016), entre otros. Además de revistas como: Revista ABC, Empresas y Negocios (2012-2020), Mundo Judicial (2016-2017), Nosotras (2010-2019), Gastronomía (2006-2019 en impreso, pasó a la página web de ABC) y VIP (2013-2020). En 1996, se lanzó ABC Digital, siendo el primer periódico paraguayo en Internet, manteniendo hasta hoy día el sitio web de noticias más visitado del país. 
En 2016, ABC era el medio de comunicación con mayor cantidad de lectores diarios y seguidores en las redes sociales (Facebook, Twitter, etc.) del país. Para ese año, los lectores diarios del ABC digital (sitio web) se contabilizaban en más de 400 000 -usuarios que acceden por medio de celulares, computadoras o tablets a través del sitio web directo o de la aplicación en Play Store/App Store-. Mientras que los ejemplares impresos (diarios o periódicos) eran de 54 000. Además ha sido el primer sitio web de comunicación en superar el millón de seguidores en su fanpage. 
El 14 de julio de 2018, fallece el fundador y director de ABC Color Aldo Zuccolillo. Fue considerado en su momento como uno de los empresarios más ricos y poderosos del Paraguay, junto con Antonio J. Vierci, entre otros. Actualmente, la directora de ABC Color es su hija Natalia Zuccolillo Pappalardo. 

### Controversias
El 16 de octubre de 2014, el periodista Pablo Medina, corresponsal de ABC en la norteña ciudad de Curuguaty fue asesinado junto a su acompañante Antonia Almada, en la localidad de Villa Ygatimí. Medina realizaba investigaciones y publicaciones referentes al narcotráfico y rollotráfico en el departamento de Canindeyú. El principal sospechoso de la matanza es el exintendente de la ciudad de Ypehú, Vilmar Acosta, vinculado al narcotráfico de la zona norte.
Tras los dos asesinatos, los periodistas de ABC Color protestaron durante ocho días ininterrumpidos exigiendo el esclarecimiento del crimen y mayor protección para los comunicadores de las zonas de frontera.
En junio de 2016, y ante los cambios producidos en los medios de comunicación dentro de la transformación tecnológica, los periodistas de ABC Color realizaron una protesta de cinco días de seguidos a favor de un mejor liderazgo en la empresa periodística, aumento de salarios para los comunicadores, firma del contrato colectivo por parte de los corresponsales y por una mesa de trabajo para las diferentes plataformas de comunicación del medio.

## Otros productos ABC

### ABC Digital
A mediados de 1996, ABC Color lanzó ABC Digital, siendo el primer periódico paraguayo en Internet. Actualmente, abc.com.py es el sitio de noticias más visitado de Paraguay.[cita requerida] ABC Digital sufrió su última renovación en su sitio a mediados de 2019, para adecuarse a los requerimientos actuales de cualquier portal de noticias en línea.

### ABC TV
ABC TV es un canal de televisión paraguayo referente a noticias y variedades del diario ABC Color, lanzado el 7 de agosto de 2017. Algunos programas del canal son: Crimen y Castigo, Peligro de gol, Mesa de periodistas, Periodísticamente, Ensiestados, entre otros.

### ABC Cardinal
La Radio ABC Cardinal (ex-Radio Cardinal) es una emisora radial paraguaya emitida en la frecuencia número 730 en AM lanzado en enero de 2016.

### ABC FM
ABC FM (ex-Radio Yacyretá) es una emisora radial paraguaya emitida en la frecuencia número 98.5 en FM lanzado en marzo de 2019.